# Карстовая воронка

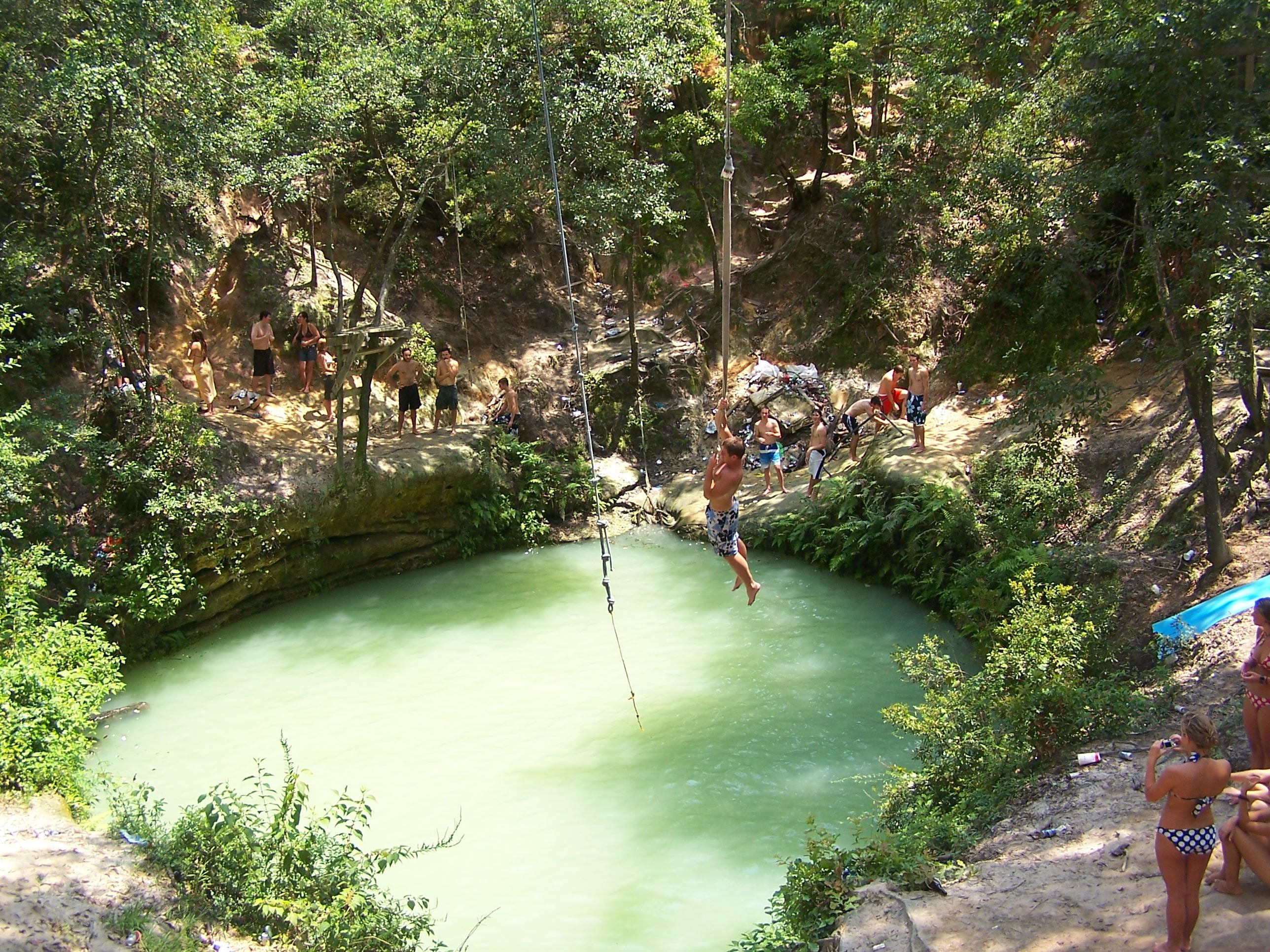
Дьяволова дыра вблизи Готорна, США

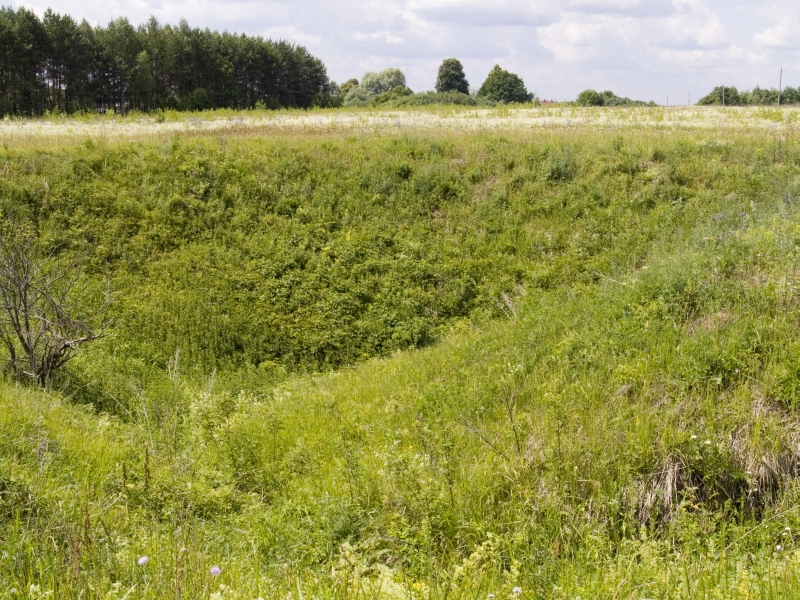
Карстовая воронка к югу от города Касимова, Рязанская область, Россия

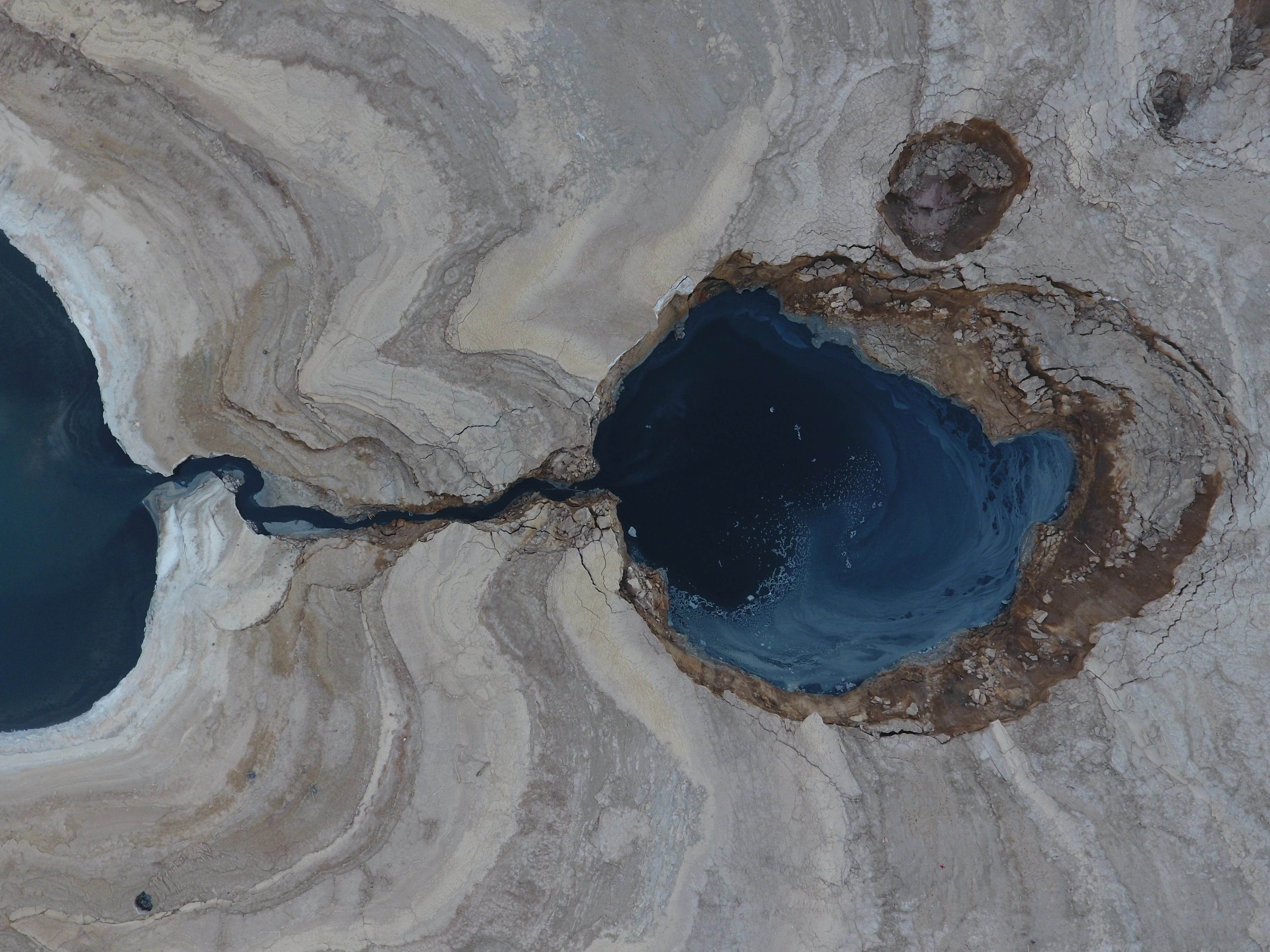
Карстовая воронка в Эйн-Геди, Израиль

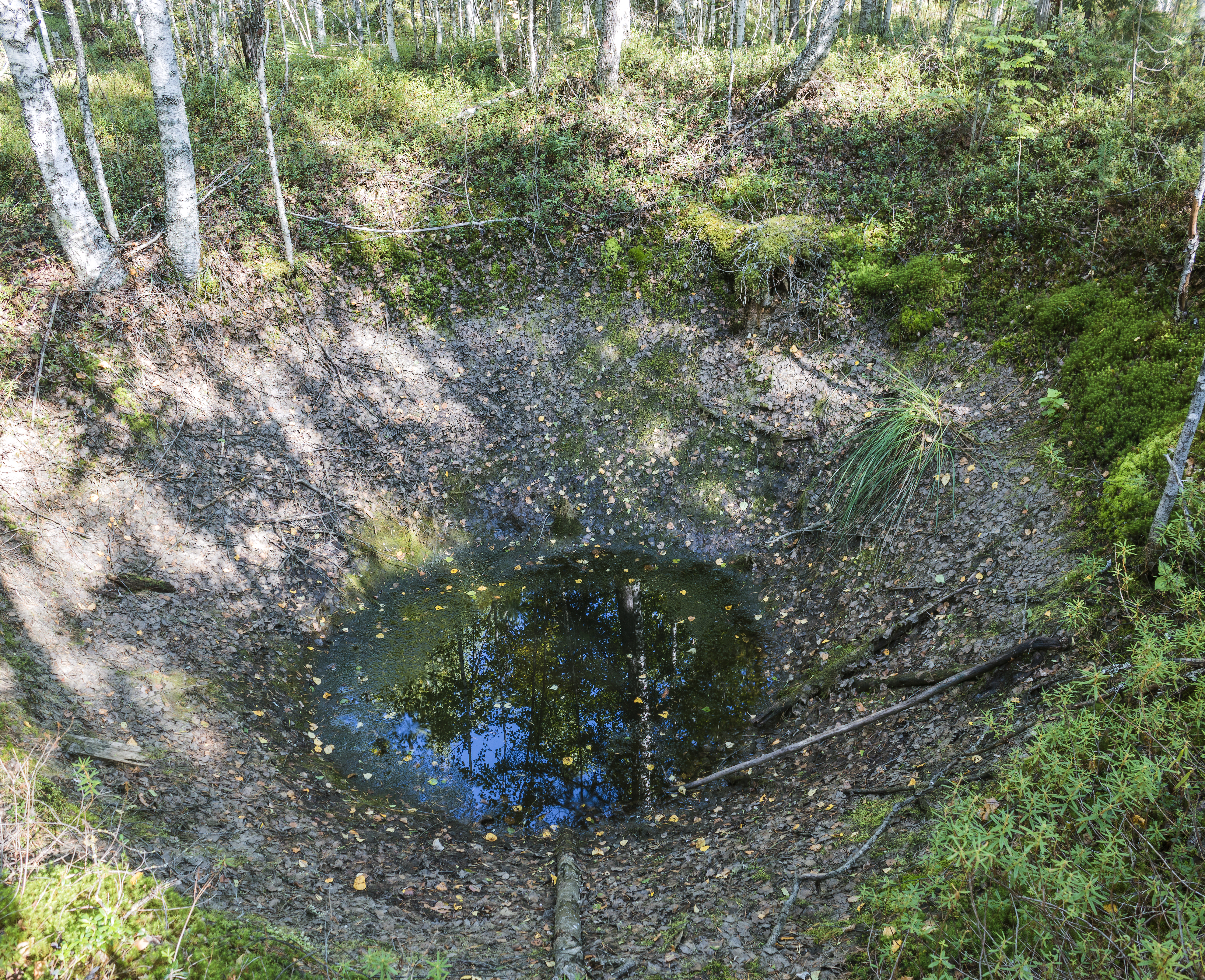
Карстовая воронка. Архангельская область.

Ка́рстовая воронка — наиболее распространённая карстовая форма рельефа умеренных широт, замкнутая впадина от нескольких метров до десятков метров в диаметре обычно воронкообразной формы. От колодцев и шахт отличается тем, что кверху расширяется. Изучением карстовых воронок занимается карстоведение.

## Характеристика
Воронки могут различаться в диаметре и в глубине от менее метра до нескольких сотен метров, от чашеобразных углублений до глубоких трещин. На дне или с боков карстовых воронок часто открываются входы в пещеры. Воронки также могут переходить в «органные трубы», заканчивающиеся внизу понорами и карстовыми пещерами.

## Образование и генетические типы
Образование карстовых воронок связано прежде всего с наличием карстующихся горных пород (см. Карст). По особенностям происхождения Н. А. Гвоздецкий выделял три основных генетических типа карстовых воронок:
- воронки поверхностного выщелачивания (коррозионные), образующиеся за счёт выноса выщелоченной на поверхности породы через подземные каналы в растворённом состоянии;
- провальные (гравитационные) воронки, образующиеся путём обвала свода подземной полости в карстующихся породах;
- воронки просасывания (карстово-суффозионные), образующиеся путём вымывания и проседания рыхлых покровных отложений в колодцы и полости карстующегося цоколя, выноса частиц в подземные каналы и удаление через них во взмученном и взвешенном состоянии.

## Распространение
Карстовые воронки распространены достаточно широко. Ниже перечислены некоторые места.

### Россия
- Между сёлами Студенец и Никольское Кузоватовского района (Ульяновская область).
- Карстовые поля к югу от города Касимова (Рязанская область) — карбонатный карст.
- Правый берег реки Оки между городами Муромом и Павловом (село Болотниково Нижегородской области) — гипсовый карст.
- Беломорско-Кулойское плато (Архангельская область) — карбонатный карст.
- Берега реки Волги ниже города Старицы (Тверская область).
- Средний Урал.
- Плато Лаго-Наки (Западный Кавказ, Майкопский район Адыгеи).
- Село Калейкино (Альметьевский район Татарстана).
- Провалы на Верхнекамском месторождении (Пермский край) — техногенный карст.
- Озеро Городно (Любытинский район Новгородской области).
- Скалистый хребет (Кавказ) в районе села Кичмалка (Кабардино-Балкария).
- Горный Крым, особенно плато Демерджи-яйла и Караби-яйла

Европа
- Село Солотвино (Закарпатская область Украины). Воронка появилась 16 апреля 2015 года.
- Плато Карст (Словения).
- Биржайский район, Литва.

### Северная Америка
- Луизианский провал

### Азия
- заповедник Эйн-Геди в Израиле